# Žemaitukas
Der Žemaitukas (litauisch; Mehrzahl žemaitukai, Diminutiv zu žemaitis ‚Niederlitauer‘) – auch Zhmud oder Zhemaichu – ist eine Ponyrasse aus dem nordosteuropäischen Raum. Die Ponys sind sehr robust. Ihre Verwendung in der Landwirtschaft ist rückgängig zugunsten von Einsatz im Tourismus und im Pferdesport.
Die Rasse darf nicht mit der neu gezüchteten, deutlich größeren Rasse Stambieji Žemaitukai verwechselt werden.
Hintergrundinformationen zur Pferdebewertung und -zucht finden sich unter: Exterieur, Interieur und Pferdezucht.

## Exterieur
Die Žemaitukai sind überwiegend braune Ponys. Der Kopf ist mittelgroß und weist ein gerades Profil auf. Der Schopf ist dicht und wird von kleinen Ohren eingerahmt. Der Hals ist relativ kurz mit üppigem, dichtem Langhaar. Der Rumpf ist lang und weist eine ausgeprägte Rippenwölbung auf.

## Interieur
Die Žemaitukai gelten als willig, ruhig und genügsam mit einer hohen Lebenserwartung von etwa 30 Jahren.

## Zuchtgeschichte
In der Eigendarstellung des Zuchtinstitutes wird die Rasse als bereits im 5./6. Jh. bekannt dargestellt. Historische Belege dafür fehlen, weil schriftliche Zeugnisse aus der Gegend erst viel später einsetzen – man stützt sich hier wesentlich auf archäologische Funde und genetische Erkenntnisse. 
Die Chroniken der Kreuzritter berichten jedoch bereits von kleinen ausdauernden Pferden der Litauer und besonders der Žemaiten. Als „Pferde der Žemaiten“ werden sie 1615 auch im Zusammenhang mit einer Reise von Vilnius nach Krakau 1554 als „klein, wohl wegen der großen Kälte, aber robust“ bezeichnet. Nach der Zucht in verschiedenen privaten Gütern, erfolgte 1922 die Gründung des ersten staatlichen Gestüts mit Schwerpunkt Žemaitukai in Plungė. Nach den Kriegswirren konnten 1948 bescheidene Reste im Sowchos Biržuvėnai versammelt werden. 1959 wurde die Zucht in das staatliche Gestüt Vilnius verlegt. Die Privatisierungswelle nach 1990 zerstreute diese Herde. 1994, als die Zucht nunmehr am Institut für Viehzucht in Baisogala wieder aufgenommen wurde, wurden nur noch 30 Pferde gezählt. Besondere Popularität erfuhr die Rasse, als nach dem Beitritt Litauens zur EU, diese im Dorfentwicklungsprogramm 2004–2006 als förderungswürdig eingestuft wurde.